# Nanga na Kongo
Nanga Na Kongo est un clan originaire de la région du fleuve Congo[précision nécessaire]. À l'origine, le terme Nanga na Kongo ne désigne pas un clan, mais plutôt le mythe originel de la migration du groupe Kongo, traversant le fleuve Congo à Nsanda et descendant le long du district des Cataractes vers le Mayombe. Le premier chef qui conduisit cette épopée fut désigné Nanga na Kongo et s'établit vers Vivi (actuel Matadi), puis descendra vers le sud du Mayombe. Dans l'anthropologie Kongo, c'est ce dernier qui divisera les tout premiers groupes en clans lors de la traversée du fleuve.